# Otterup Kommune
| Strukturdaten       | Strukturdaten    |
| ------------------- | ---------------- |
| Sitz der Verwaltung | Otterup          |
| Fläche              | 168,61 km²       |
| Einwohner           | 11.023 (2006)    |
| Kommune seit 2007   | Nordfyns Kommune |

Otterup Kommune war bis Dezember 2006 eine dänische Kommune im Norden der Insel Fünen im damaligen Fyns Amt. Seit Januar 2007 ist sie zusammen mit  den Kommunen Bogense und Søndersø Teil der neugebildeten Nordfyns Kommune.
Otterup Kommune entstand im Jahre 1966 und ging somit der Verwaltungsreform von 1970 voraus, sie umfasste folgende Sogne:
- Otterup Sogn (Landgemeinde Otterup)
- Hjadstrup Sogn (Landgemeinde Hjadstrup)
- Krogsbølle Sogn (Landgemeinde Krogsbølle)
- Lunde Sogn (Landgemeinde Lunde)
- Norup Sogn (Landgemeinde Norup)
- Nørre Næraa Sogn und Bederslev Sogn (Landgemeinde Nørre Næraa-Bederslev)
- Skeby Sogn (Landgemeinde Skeby)
- Uggerslev Sogn und Nørre Højrup Sogn (Landgemeinde Uggerslev-Nørre Højrup)
- Østrup Sogn (Landgemeinde Østrup)